# Maximilian von Edelsheim
Maximilian von Edelsheim (Berlino, 6 luglio 1897 – Costanza, 26 aprile 1994) è stato un generale tedesco della Wehrmacht durante la seconda guerra mondiale.

## Biografia

### La famiglia d'origine

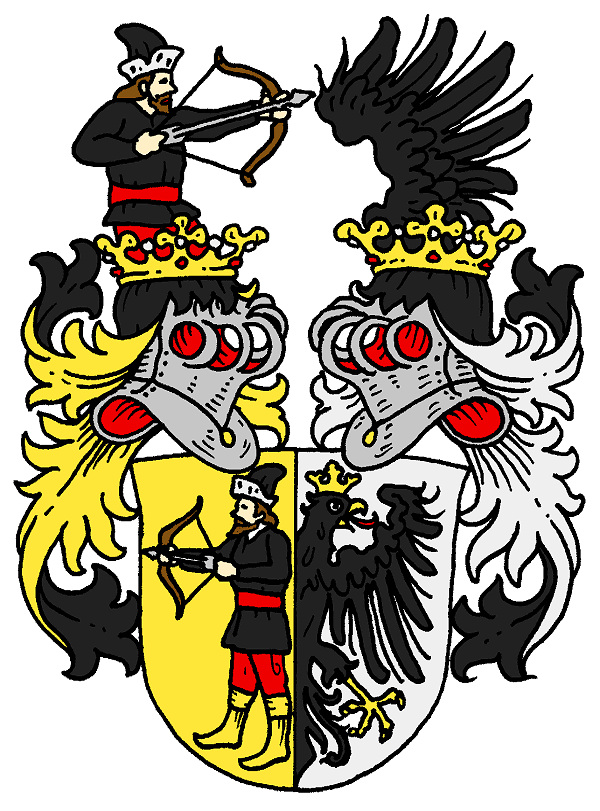
Stemma dei baroni di Edelsheim

Maximilian apparteneva alla nobile famiglia assiana dei baroni di Edelsheim. Suo padre era Franz Reichsfreiherr von Edelsheim (1853-1947) e sua madre Theda von Frerichs (1869-1954). Suo padre si era laureato in storia medievale dell'Europa centrale all'Università di Vienna e in diritto internazionale all'Università di Tubinga. Era poi stato segretario di legazione e successivamente consigliere di legazione presso le ambasciate tedesche di Vienna, Copenaghen e Stoccolma, e professore di storia militare all'Università di Berlino; quale esperto di sottomarini, nel 1901 fu autore di Operationen über See, uno dei primi manuali per la guerra sottomarina. Franz ed Theda ebbero sette figli, dei quali Maximilian era il quinto. Gli altri erano Ignatz (1889-1975) che fu diplomatico di carriera, Rupprecht (1891-1887), cappellano dei gesuiti, Karolina (1893-1959) che sposò Carl-Heinz von Mallinckrodt, Valerie (1895-1979) che sposò Willibald Freiherr von Langermann und Erlecamp, Leopold (1900-1918) che cadde durante la prima guerra mondiale e Karin (1904-1948) che sposò Bernhard von Plettenberg. Lo zio di suo padre era il generale conte Leopold Edelsheim.

### I primi anni
Maximilian studiò alla scuola militare di Wahlstadt e partecipò alla prima guerra mondiale dall'11 agosto 1914 come Fahnenjuncker nel 2. Garde-Ulanen-Regiment e combatté sul fronte orientale, venendo promosso Fähnrich il 30 marzo 1915 e il 15 dicembre sottotenente. Dal marzo 1916 si trasferì in fanteria nell'Infanterie-Ersatz-Regiment Nr. 59, fino alla fine della guerra. Nel gennaio 1919 entrò come ufficiale degli ulani nel Freikorps Hülsen.
Reintegrato in cavalleria, divenne ufficiale della Reichswehr nel 4. (Preußisches) Reiter-Regiment a Potsdam. Il 31 luglio 1925 fu promosso tenente e dal 1º ottobre 1926 divenne insegnante dalla Kavallerieschule di Hannover. Nel 1929 entrò nello stato maggiore del 2. (Preußisches) Reiter-Regiment a Osterode in Ostpreußen e nel 1931 fu promosso capitano di cavalleria (Rittermeister) e divenne capo del IV squadrone del 4. Reiter-Regiment a Perleberg. Nel 1936 fu promosso maggiore.

### La seconda guerra mondiale
Nel novembre 1938 entrò nella 1. Kavallerie-Brigate e nel 1939 fu promosso tenente colonnello, partecipando all'invasione della Polonia e della Francia, guadagnandosi nel 1941 il grado di colonnello. Dopo la battaglia di Stalingrado entrò nella riserva e nel marzo 1943 al comando della 24. Panzer-Division in Francia con il grado di maggior generale.
Il 20 maggio 1944 Edelsheim fu promosso tenente generale, comandante delle poste militari e poi comandante del IIL. Panzerkorps, divenendo comandante generale delle Panzertruppe nel dicembre dello stesso anno. Nel maggio 1945 Edelsheim si arrese alla XII Armata dell'esercito americano, scontando due anni di prigionia in campo per ufficiali ad Amburgo, dove erano incarcerati anche i generali Christoph zu Stolberg-Stolberg e Hans von Obstfelder e venne rilasciato senza accuse di crimini di guerra il 31 marzo 1947.
Successivamente un giurì d'onore lo classificò idoneo per assumere un comando nella Bundeswehr, ma Edelsheim rifiutò di assumerlo e si ritirò a vita privata, stabilendosi sul Lago di Costanza. Il giurì d'onore era composto anche da alcuni aristocratici ufficiali: il generale Fridolin von Senger und Etterlin, il colonnello barone Bernd Freytag von Loringhoven, l'ex tenente barone Philipp von Boeselager, i colonnelli conte Wolf Graf Baudissin e conte Johann Adolf von Kielmansegg. Nel 1932 Edelsheim aveva sposato Beatrix zu Hohenlohe-Oehringen (1897-1984), figlia di Giovanni di Hohenlohe-Oehringen e di Henrietta von Merveldt, figlia del conte Felix von Merveldt. Ebbero nove figli, quattro maschi e cinque femmine.